# 백창주
백창주 (1977년 5월 1일~, 영어 : Back Chang-Ju ) 는, 대한민국의 연예 기획사인 씨제스엔터테인먼트의 대표이사 회장이며 뮤지컬감독 겸 연극감독에서 은퇴한 연예 기획자이다.

## 생애
- 1977년에 광주광역시에서 태어났다. 이후, 20대의 젊은 나이에 터보가 소속되어 있던 스타뮤직(GM기획)에서 로드 매니저로 일을 하며 지냈다. 2000년엔 아이스타시네마에서 이사로 재직하였고, 2006년에는 여리인터내셔널 이사로 근무했었다.[1] 2009년엔 씨제스엔터테인먼트를 설립하여 현재까지 대표이사 회장직을 맡고있다. 2014년에는 씨제스엔터테인먼트의 자회사인 씨제스프로덕션과 씨제스컬쳐를 설립하였고, 2015년엔 역시 씨제스엔터테인먼트의 자회사 씨제스모델에디션을 설립하였다.

## 경력
- 1990년대 중반 스타뮤직(GM기획) 로드 매니저
- 2000년 아이스타시네마 이사
- 2006년 여리인터내셔널 이사
- 2009년 씨제스엔터테인먼트 설립
- 2009년~현재 씨제스엔터테인먼트 대표이사 회장

## 방송 및 뮤지컬 제작

### 드라마
- 2009년~2010년 8월 10일~2010년 11월 2일 KBS2《성균관 스캔들》(공동 제작)
- 2011년 5월 30일~2011년 7월 19일 MBC《미스 리플리》(공동 제작)
- 2011년 8월 3일~2011년 9월 29일 SBS《보스를 지켜라》(공동 제작)
- 2012년 3월 21일~2012년 5월 24일 SBS《옥탑방 왕세자》(공동 제작)
- 2012년 5월 26일~2012년 8월 12일 MBC《닥터 진》(공동 제작)
- 2012년 11월 7일~2013년 1월 17일 MBC《보고싶다》(공동 제작)
- 2012년~2014년 3월 5일~2014년 5월 1일 SBS《쓰리 데이즈》(공동 제작)
- 2016년 11월 28일~2017년 6월 2일 SBS 사랑은 방울방울 (공동 제작)
- 2018년 2월 5일~2018년 4월 17일 JTBC 으라차차 와이키키 (공동 제작)
- 2018년 3월 21일~2018년5월 27일 SBS 스위치 - 세상을 바꿔라 (공동 제작)

### 뮤지컬
- 2015년 6월 20일~2015년 8월 15일 성남아트센터 오페라하우스《데스노트》(제작)

## 이슈
- 2011년 JYJ는 씨제스엔터테인먼트 백창주 대표이사 회장에게 3억 원 이상의 승용차를 선물하여 화제가 된 바 있다.[3]

## 수상 목록
- 2023년 서울콘 에이판 스타 어워즈 베스트 매니저상

## 같이 보기
- 양현석
- 한성호
- 씨제스엔터테인먼트
- JYJ

## 관련 웹 싸이트

### 홈페이지
- 씨제스엔터테인먼트 - 공식 홈페이지
- 씨제스컬쳐 - 공식 홈페이지
- 씨제스 모델 에디션 - 공식 홈페이지

### SNS
- 씨제스컬쳐 공식 - X
- 씨제스컬쳐 공식 - 인스타그램
- 뮤지컬 데스노트 공식 - 페이스북